# تعليم أوما أوباما (فلم)
تعليم أوما أوباما (بالإنجليزية: The Education of Auma Obama)، هُو فيلم وثائقي ألماني صدر سنة 2011، ويتحدث عن الأخت غير الشقيقة للرئيس الأمريكي السابق باراك أوباما أوما أوباما. فاز الفيلم بجائزة أفضل فيلم وثائقي عن الشتات ضمن حفل توزيع جوائز الأكاديمية الأفريقية للأفلام سنة 2012.

## وصلات خارجية
- مقالات تستعمل روابط فنية بلا صلة مع ويكي بيانات